# Gau-Bischofsheim
Gau-Bischofsheim é um município da Alemanha localizado no distrito de Mainz-Bingen, estado da Renânia-Palatinado.
Pertence ao Verbandsgemeinde de Bodenheim.